# Lista światowego dziedzictwa UNESCO

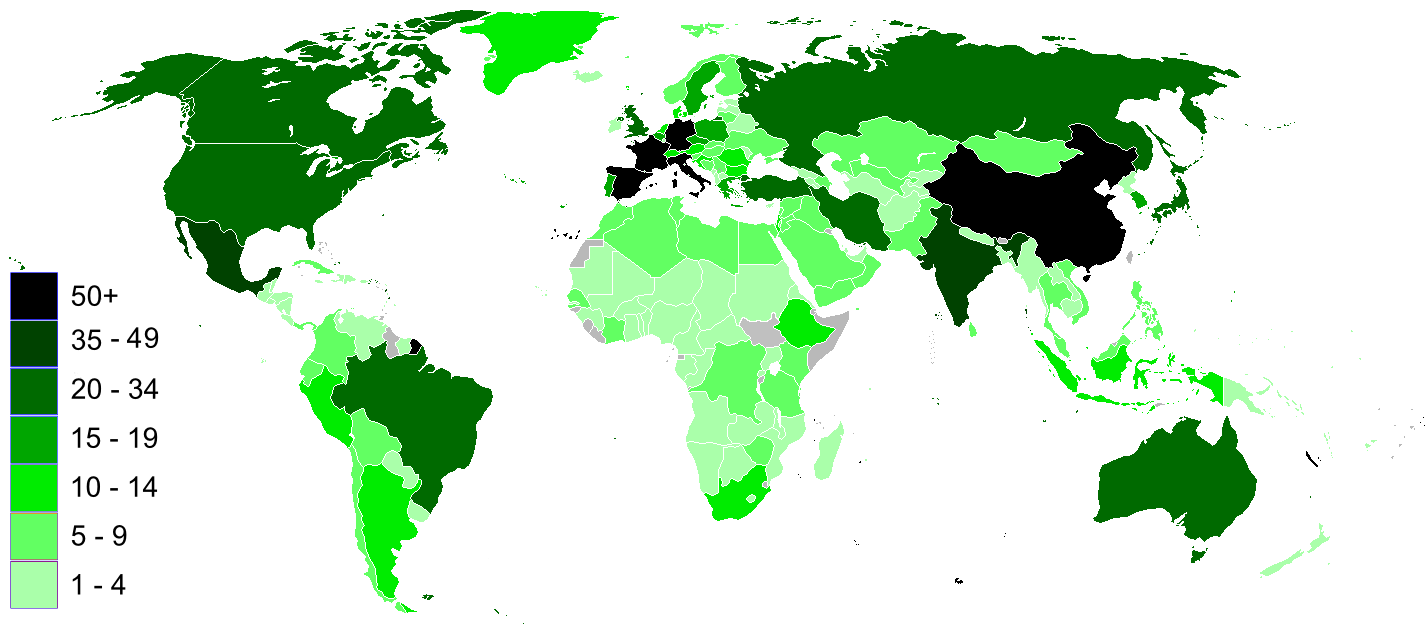
Liczba miejsc światowego dziedzictwa w poszczególnych krajach (stan z 2024)

Lista światowego dziedzictwa (ang. World Heritage List; fr. Liste du patrimoine mondial) – lista obiektów dziedzictwa kulturowego i dziedzictwa naturalnego o „wyjątkowej powszechnej wartości” dla ludzkości prowadzona przez organizację wyspecjalizowaną ONZ UNESCO.
Lista została ustanowiona na mocy Konwencji w sprawie ochrony światowego dziedzictwa kulturowego i naturalnego przyjętej przez UNESCO na 17. sesji w Paryżu 16 listopada 1972, która weszła w życie z dniem 17 grudnia 1975. Do 18 sierpnia 2023 Konwencję przyjęło lub ratyfikowało 196 państw.
Realizacją postanowień Konwencji, w tym prowadzeniem listy, zajmuje się Komitet Światowego Dziedzictwa (ang. World Heritage Committee) złożony z 21 przedstawicieli państw stron Konwencji, który w trakcie dorocznych sesji decyduje o wpisaniu obiektu na listę, umieszczaniu obiektów na liście światowego dziedzictwa w zagrożeniu lub skreśleniu z tych list. Nominacje, wyłącznie spośród obiektów umieszczonych uprzednio na narodowej Liście informacyjnej, zgłaszane są przez poszczególne kraje. Jeżeli wniosek o wpisanie danego obiektu na listę nie zostanie uwzględniony, może być złożony ponownie jedynie wtedy, gdy zaistnieją wyjątkowe okoliczności: nowe odkrycia, nowe naukowe informacje dotyczące dobra lub inne kryteria niż prezentowane w pierwszym wniosku.
Lista obejmuje (stan na rok 2024) 1223 obiekty w 168 Państwach-Stronach Konwencji, w tym 952 obiekty dziedzictwa kulturowego (K), 231 przyrodniczego (P) i 40 mieszanych (K,Z).

## Historia
Konstytucja UNESCO, która powołała do życia organizację, została podpisana 16 listopada 1945 roku i weszła w życie 4 listopada 1946 roku. Artykuł 1 konstytucji określający cele i funkcje organizacji, mówi m.in., że UNESCO

Udziela pomocy przy zachowaniu, rozszerzaniu i rozpowszechnianiu wiedzy;
Czuwając nad zachowaniem i ochroną światowej spuścizny książek, dzieł sztuki, zabytków historii i nauki oraz zalecając zainteresowanym narodom podpisanie odpowiednich konwencji międzynarodowych;
Wspierając współpracę między narodami we wszystkich dziedzinach działalności intelektualnej, w tym międzynarodową wymianę przedstawicieli oświaty, nauki i kultury, jak również wymianę wydawnictw, dzieł sztuki i obiektów zainteresowania nauki, a także innych materiałów informacyjnych;
Ułatwiając poprzez odpowiednie metody współpracy międzynarodowej dostęp wszystkich narodów do wydawnictw publikowanych przez każdy z nich.

Początkowo cel ten realizowany był poprzez doradzanie państwom członkowskim w zakresie konserwacji ich dziedzictwa. Pierwszym znaczącym przedsięwzięciem było uratowanie świątyń nubijskich w Abu Simbel, którym groziło zalanie po wybudowaniu Wysokiej Tamy w Asuanie. W 1959, na wniosek Egiptu i Sudanu, UNESCO zorganizowało międzynarodową kampanię na rzecz ratowania świątyń. Na terenach zagrożonych zalaniem przyspieszono prace archeologiczne, a świątynie z Abu Simbel przeniesiono w bezpieczną lokalizację. Kampania kosztowała 80 milionów dolarów amerykańskich, z czego połowa pochodziła z donacji wniesionych przez 50 krajów. Kolejne kampanie organizowano na rzecz ratowania zabytków centrum Florencji po powodzi w 1966 roku, Wenecji, by znaleźć rozwiązanie problemu regularnych podtopień w okresie zimowym (1970) czy Mohendżo-Daro i Borobudur.
Dzięki działalności organizacji pozarządowych (Sierra Club, World Wildlife Fund i innych) w latach 60. XX wieku ochroną dziedzictwa naturalnego zaczął interesować się rząd amerykański. Konferencja w Białym Domu (ang. White House conference) w 1965 roku wezwała do utworzenia trustu na rzecz światowego dziedzictwa (ang. Trust for the World Heritage) w celu identyfikacji, zachowania i zarządzania naturalnymi i malowniczymi obszarami, a także obiektami historycznymi.
Idea ta została podchwycona przez Międzynarodową Unię Ochrony Przyrody (ang. International Union for Conservation of Nature, IUCN), która w 1968 roku zaproponowała swoim członkom podobną inicjatywę i później przez Międzynarodową Radę Ochrony Zabytków i Miejsc Historycznych (ang. International Council on Monuments and Sites, ICOMOS). W 1965 roku za sprawą UNESCO rozpoczęto proces wypracowywania Konwencji. Po konferencji ONZ w Sztokholmie i pracy wykonanej przez grupy eksperckie IUCN, ICOMOS i UNESCO, Konwencja – bazująca na unikalnym połączeniu koncepcji ochrony przyrody i ochrony zabytków – została przyjęta w Paryżu 16 listopada 1972 roku, a weszła w życie 17 grudnia 1975 roku.
Konwencję przyjęło lub ratyfikowało 196 państw (stan na 10 sierpnia 2024 roku). Pierwszym państwem, które ratyfikowało Konwencję, były Stany Zjednoczone – 12 lipca 1973 roku. Polska ratyfikowała Konwencję – jako jedno z pierwszych państw – 6 maja 1976 roku, a 29 czerwca 1976 roku złożyła dokument ratyfikacji w UNESCO. W stosunku do Polski Konwencja weszła w życie 29 września 1976 roku.

## Konwencja o światowym dziedzictwie
Artykuł 1 Konwencji definiuje dziedzictwo kulturowe jako:

- zabytki: dzieła architektury, monumentalnej rzeźby lub malarstwa, elementy i budowle o charakterze archeologicznym, napisy, groty i zgrupowania tych elementów, mające wyjątkową powszechną wartość z punktu widzenia historii, sztuki lub nauki;
- zespoły: budowli oddzielnych lub łącznych, które ze względu na swą architekturę, jednolitość lub zespolenie z krajobrazem mają wyjątkową powszechną wartość z punktu widzenia historii, sztuki lub nauki;
- miejsca zabytkowe: dzieła człowieka lub wspólne dzieła człowieka i przyrody, jak również strefy, a także stanowiska archeologiczne mające wyjątkową powszechną wartość z punktu widzenia historycznego, estetycznego, etnologicznego lub antropologicznego.

Artykuł 2 definiuje dziedzictwo naturalne jako:

- pomniki przyrody utworzone przez formacje fizyczne i biologiczne albo zgrupowania takich formacji, przedstawiające wyjątkową powszechną wartość z punktu widzenia estetycznego lub naukowego;
- formacje geologiczne i fizjograficzne oraz strefy o ściśle oznaczonych granicach, stanowiące siedlisko zagrożonych zagładą gatunków zwierząt i roślin, mające wyjątkową powszechną wartość z punktu widzenia nauki lub ich zachowania;,
- miejsca lub strefy naturalne o ściśle oznaczonych granicach, mające wyjątkową powszechną wartość z punktu widzenia nauki, zachowania naturalnego piękna.

Artykuł 11 Konwencji ustanawia wykaz obiektów o „wyjątkowej powszechnej wartości” (ang. outstanding universal value) wybieranych na podstawie określonych kryteriów – „Listę dziedzictwa światowego”:

Na podstawie wykazów przedstawionych przez Państwa w wykonaniu ustępu 1 Komitet ustala, aktualizuje i rozpowszechnia pod mianem „Listy dziedzictwa światowego” wykaz dóbr dziedzictwa kulturalnego i dziedzictwa naturalnego określonego w artykułach 1. i 2. niniejszej Konwencji, które uznaje za mające wyjątkową powszechną wartość na podstawie kryteriów ustalonych przez siebie. Zaktualizowane listy powinny być rozpowszechniane co najmniej raz na dwa lata.

## Organizacja

### Komitet Światowego Dziedzictwa
Do realizacji zadań konwencji – w tym do prowadzenia listy światowego dziedzictwa – został powołany specjalny organ wykonawczy – Komitet Światowego Dziedzictwa (ang. World Heritage Committee), w którym zasiadają przedstawiciele z 21 Państw-Stron Konwencji (Art. 8). Członkowie Komitetu są wybierani na okres do sześciu lat, przy czym większość Państw-Stron Konwencji dobrowolnie ustala kadencję swoich członków na cztery lata, by umożliwić innym Państwom członkostwo w Komitecie. Wszyscy członkowie Komitetu mają sześcioletnie kadencje, lecz większość członków ogranicza swoje kadencje dobrowolnie do lat czterech. Członkowie Komitetu reprezentują obecnie (stan na rok 2023) następujące kraje: Argentynę, Belgię, Bułgarię, Grecję, Indie, Jamajkę, Japonię, Kazachstan, Kenię, Liban, Meksyk, Katar, Koreę Południową, Rawndę, Saint Vincent i Grenadyny, Senegal, Turcję, Ukrainę, Wietnam, Włochy i Zambię.
Komitet obraduje podczas dorocznych sesji, w trakcie których decyduje o wpisaniu miejsca na listę światowego dziedzictwa, umieszczeniu na liście światowego dziedzictwa w zagrożeniu lub skreśleniu z tych list. Ostatnia, 46. sesja komitetu odbyła się w 2024 roku w Nowym Delhi w Indiach.
Komitetowi doradzają następujące organizacje:
- Międzynarodowa Rada Ochrony Zabytków i Miejsc Historycznych (ang. International Council on Monuments and Sites, ICOMOS)
- Międzynarodowa Unia Ochrony Przyrody (ang. International Union for Conservation of Nature, IUCN)
- Międzynarodowy Ośrodek Studiów nad Ochroną i Konserwacją Dziedzictwa Kulturowego (ang. International Centre for the Study of the Preservation and Restoration of Cultural Property, ICCROM)

### Centrum Światowego Dziedzictwa
Centrum Światowego Dziedzictwa (ang. World Heritage Centre, WHC) z siedzibą w Paryżu powstało w 1992 roku i zajmuje się organizacją dorocznych sesji Komitetu oraz wszystkimi praktycznymi aspektami prowadzenia listy – doradza Państwom-Stronom Konwencji w przygotowaniu nominacji do wpisu na listę, organizuje pomoc finansową z Funduszu Światowego Dziedzictwa, koordynuje sprawozdania o stanie poszczególnych obiektów, a także akcje ratunkowe obiektów zagrożonych. Centrum organizuje również seminaria i warsztaty szkoleniowe, publikuje materiały edukacyjne, informacyjne i promujące dziedzictwo światowe.

## Procedura wpisu
Procedura wpisu na listę wygląda następująco:
- Krok 1: Państwa strony Konwencji wybierają obiekty godne wpisu na Listę i umieszczają je na narodowej Liście informacyjnej (ang. Tentative List)[17]. Lista informacyjna powinna być przygotowana z udziałem zainteresowanych stron, jak władze regionalne i lokalne, lokalne społeczności i organizacje pozarządowe. Państwa strony Konwencji powinny uzupełniać i uaktualniać swoje listy przynajmniej raz na dziesięć lat.
- Krok 2: Narodowe listy informacyjne przesyłane są za pośrednictwem formularza zgłoszeniowego w języku angielskim lub francuskim do Centrum Światowego Dziedzictwa.
- Krok 3: Państwa strony Konwencji przygotowują wniosek nominacyjny, przy czym mogą nominować wyłącznie obiekty z Listy Informacyjnej. Wnioski nominacyjne mogą być też składane przez grupę Państw-Stron, jeśli obiekty mają charakter transgraniczny. Wniosek musi zawierać następujące informacje: nazwę obiektu, jego położenie geograficzne, mapę, opis, historię, podejmowane działania w celu jego ochrony, zarządzanie obiektem, plany rozwoju, zagrożenia i uzasadnienie jego „wyjątkowej powszechnej wartości” (m.in. analizę porównawczą obiektu z innymi podobnymi).
- Krok 4: Wnioski przesyłane są do Centrum Światowego Dziedzictwa, które je rejestruje i sprawdza.
- Krok 5: Centrum przesyła wnioski do ekspertów z ICOMOS i IUCN celem ich oceny.
- Krok 6: Decyzję o wpisie na listę podejmuje Komitet Światowego Dziedzictwa w trakcie corocznej sesji. O wpisaniu danego obiektu na listę decyduje „wyjątkowa powszechna wartość” obiektu i spełnienie przynajmniej jednego z dziesięciu kryteriów kulturowych lub przyrodniczych. Jeżeli wniosek o wpisanie danego obiektu na listę nie zostanie uwzględniony, może być złożony ponownie jedynie wtedy gdy zaistnieją wyjątkowe okoliczności: nowe odkrycia, nowe naukowe informacje dotyczące dobra lub inne kryteria niż prezentowane w pierwszym wniosku[19]. Komitet rozpatruje corocznie maksymalnie 45 wniosków[20].

### Kryteria
Pierwsze kryteria ustalono w 1977 roku. Podczas gdy oryginalne kryteria przyrodnicze pozostawały niezmienione do 1992 roku, kryteria kulturowe przeszły rewizję w 1980 roku – ich zakres został zmniejszony. W 1992 roku Komitet Światowego Dziedzictwa przyjął trzy kategorie krajobrazów kulturowych i wprowadził pojęcie krajobrazu kulturowego do kryteriów. Wiele innych kryteriów zostało wówczas zrewidowanych. Analiza ICOMOS z 1994 roku wykazała, że kryteria kulturowe z 1980 roku kładące nacisk na walory architektoniczne i artystyczne preferowały do wpisu obiekty architektoniczne w Europie i Ameryce Północnej, dyskryminując obiekty o walorach niematerialnych (symbolicznych i religijnych), szczególnie obiekty z Azji i Afryki. W związku z tym w 1994 roku wprowadzono kolejne zmiany w kryteriach, eliminując zapisy prowadzące do preferencji wpisów obiektów architektonicznych.
W 2000 i 2002 roku przyjęto nowe zasady proceduralne – od 2002 roku Komitet rozpatruje jeden wniosek z danego kraju, a od 2005 roku dwa jeśli drugi dotyczy dziedzictwa naturalnego, przy czym łączna liczba rozpatrywanych wniosków ograniczona jest do 45.
Do końca 2004 roku było sześć kryteriów dla obiektów dziedzictwa kulturowego i cztery dla przyrodniczego. W 2005 roku połączono je w jednorodną listę dziesięciu kryteriów. Połączona lista została po raz pierwszy zastosowana w 2007 roku.
Dany obiekt musi reprezentować „wyjątkową powszechną wartość” i spełniać przynajmniej jeden z poniższych warunków:
Kryteria kulturowe
- I. reprezentować arcydzieło ludzkiego geniuszu twórczego
- II. przedstawiać ważną wymianę ludzkich wartości, na przestrzeni dziejów lub w obszarze danego regionu świata, w zakresie rozwoju architektury lub technologii, w sztukach monumentalnych, urbanistyce lub projektowaniu krajobrazu
- III. przedstawiać unikatowe albo przynajmniej wyjątkowe świadectwo tradycji kulturowej lub istniejącej albo minionej cywilizacji
- IV. przedstawiać szczególny przykład typu budowli, zespołu architektonicznego lub technologicznego albo krajobrazu ilustrującego ważny etap (lub etapy) w historii ludzkości
- V. przedstawiać szczególny przykład tradycyjnego ludzkiego osadnictwa, zagospodarowania ziemi lub morza, reprezentatywny dla danej kultury (lub kultur), albo ludzkiej interakcji ze środowiskiem, szczególnie jeśli stało się ono zagrożone wskutek nieodwracalnej zmiany
- VI. pozostawać w bezpośrednim lub namacalnym związku z wydarzeniami lub żywą tradycją, pomysłowością lub wierzeniami, albo z dziełami artystycznymi lub literackimi o wyjątkowym uniwersalnym znaczeniu (Komitet uznaje, że to kryterium powinno być stosowane w połączeniu z innymi kryteriami).

Kryteria przyrodnicze
- VII. obejmować wyjątkowe zjawiska przyrodnicze lub tereny szczególnego naturalnego piękna i o znaczeniu estetycznym
- VIII. przedstawiać szczególne świadectwo ważnych etapów w historii planety, zawierające ślady dawnego życia, istotnych toczących się procesów geologicznych; tworzących formy ukształtowania terenu lub istotne formacje geomorficzne lub fizjograficzne
- IX. przedstawiać szczególny przykład toczących się procesów ekologicznych i biologicznych, istotnych dla ewolucji i rozwoju lądowych, słodkowodnych, przybrzeżnych i morskich ekosystemów lub społeczności roślin i zwierząt
- X. obejmować najważniejsze środowiska przyrodnicze do ochrony różnorodności form życia, łącznie z zagrożonymi gatunkami o uniwersalnej wartości z punktu widzenia nauki i konserwacji.

## Obiekty UNESCO według regionów

### Lista światowego dziedzictwa

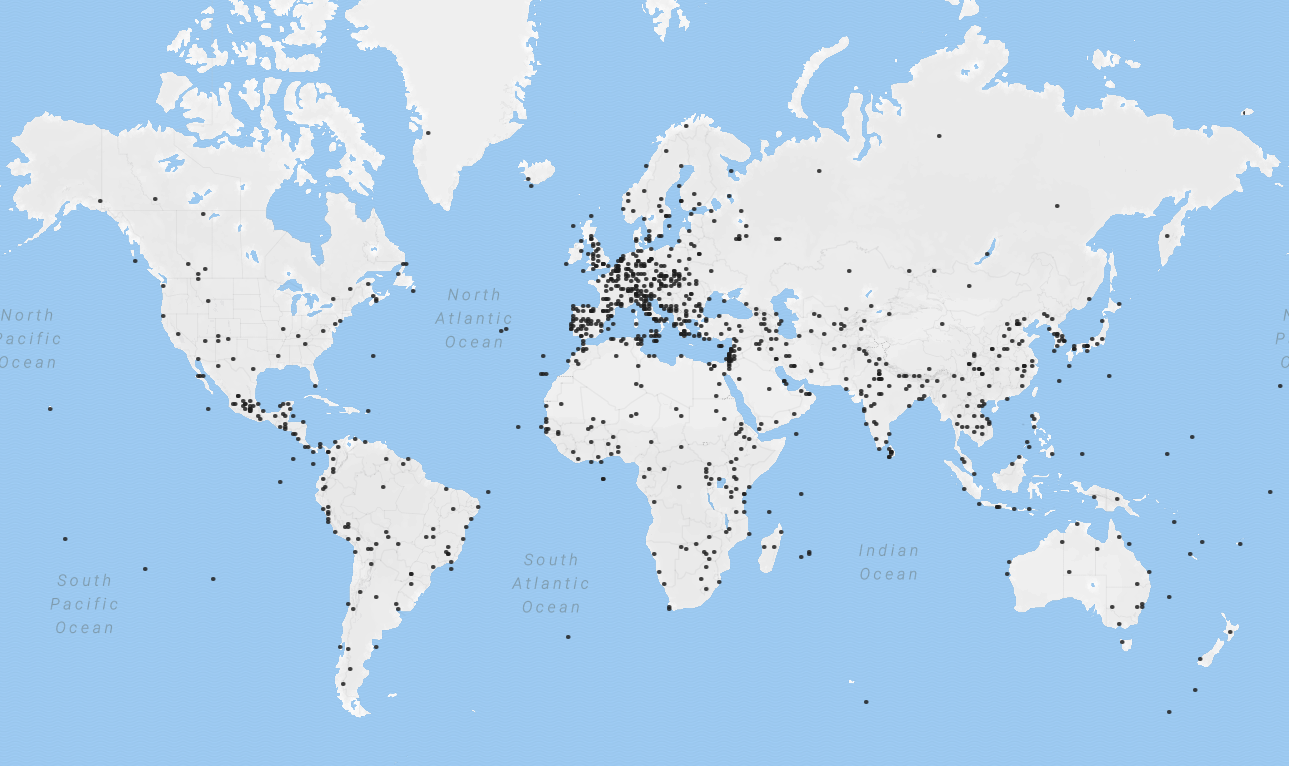
Miejsca światowego dziedzictwa UNESCO (interaktywna)

Lista obejmuje (stan na rok 2024) 1223 obiekty w 168 Państwach-Stronach Konwencji, w tym 952 obiekty dziedzictwa kulturowego (K), 231 przyrodniczego (P) i 40 mieszanych (K, P).
Według stanu na rok 2024 liczba obiektów światowego dziedzictwa w poszczególnych regionach przedstawia się następująco:
| Nazwa regionu              | Opis regionu                                                      | Kulturowe | Przyrodnicze | Przyrodniczo-kulturowe | Razem |
| -------------------------- | ----------------------------------------------------------------- | --------- | ------------ | ---------------------- | ----- |
| Afryka                     | Afryka (bez krajów arabskich)                                     | 61        | 42           | 5                      | 108   |
| Kraje arabskie             | Kraje arabskie                                                    | 87        | 6            | 3                      | 96    |
| Azja i Pacyfik             | Azja (bez krajów arabskich, Rosji i Izraela), Australia i Oceania | 211       | 73           | 12                     | 296   |
| Europa i Ameryka Północna  | Europa (z Rosją i Izraelem) i Ameryka Północna                    | 490       | 71           | 12                     | 573   |
| Ameryka Łacińska i Karaiby | Ameryka Łacińska                                                  | 103       | 39           | 8                      | 150   |
| Razem                      | Razem                                                             | 952       | 231          | 40                     | 1223  |

Szczegółowy opis obiektów z listy światowego dziedzictwa UNESCO na poszczególnych kontynentach:
- w Afryce
- w Ameryce Południowej
- w Ameryce Północnej i Środkowej
- w Australii i Oceanii
- w Azji
- w Europie

Najwięcej obiektów wpisanych na listę znajduje się we Włoszech (60), Chinach (59), Niemczech (55), Francji (53) i w Hiszpanii (50)(stan na 2024). W Polsce jest 17 obiektów wpisanych na listę.

### Lista światowego dziedzictwa w zagrożeniu
Komitet Światowego Dziedzictwa utrzymuje również listę obiektów, które są zagrożone, co może mieć negatywny wpływ na ich wartość. Przykładowe zagrożenia – rzeczywiste lub potencjalne – to wojny, klęski żywiołowe, zanieczyszczenia, kłusownictwo, niekontrolowana urbanizacja i ruch turystyczny.
Lista obiektów zagrożonych ma na celu zwrócenie uwagi społeczności międzynarodowej na warunki zagrażające wartościom obiektów, które właśnie z uwagi na te wartości zostały wpisane na listę dziedzictwa ludzkości. Wpisanie obiektu na listę światowego dziedzictwa w zagrożeniu pozwala Komitetowi na natychmiastowe uruchomienie środków z Funduszu Światowego Dziedzictwa na akcję ratunkową. Wpis wiąże się również z opracowaniem przez Komitet we współpracy z Państwem-Stroną, na którego terytorium znajduje się obiekt zagrożony, programu naprawczego i monitorującego stan obiektu.
Lista światowego dziedzictwa w zagrożeniu obejmuje (stan na rok 2024) 56 obiekty, w tym 41 obiektów dziedzictwa kulturowego (K) i 15 przyrodniczego (P).

### Wypisy z listy
Obiekty mogą być usunięte z listy jeśli ich wartość – podstawa wpisu na listę – zostanie umniejszona. Dotychczas z listy zostały usunięte trzy obiekty:
- W 2007 roku Komitet podjął decyzję o usunięciu z listy „rezerwatu oryksów arabskich” w Omanie, który został wpisany na listę w 1994 roku[30]. Powodem była jednostronna decyzja rządu w Omanie o zmniejszeniu powierzchni rezerwatu o 90%[30].
- W 2009 roku Komitet zadecydował o usunięciu z listy „krajobrazu kulturowego doliny Łaby w okolicach Drezna”. Od 2006 roku obiekt znajdował się na liście obiektów zagrożonych z powodu planów budowy przez Łabę czteropasmowego mostu Waldschlößchenbrücke[31].
- W 2021 roku Komitet podjął decyzję o wykreśleniu z listy obiektu „Liverpool – morskie miasto handlowe” (Wielka Brytania) wpisanego na listę w 2004 roku. Przyczyną usunięcia z listy był rozwój współczesnej zabudowy wód portowych Liverpoolu[32].

## Konsekwencje wpisu na listę światowego dziedzictwa
Wpis na listę światowego dziedzictwa wiąże się z wypełnianiem konkretnych obowiązków przez państwo stronę Konwencji, na którego terytorium znajduje się wpisany obiekt. Państwo musi składać regularne raporty do Komitetu Światowego Dziedzictwa na temat stanu obiektu, jego ochrony, konserwacji i zarządzania, by umożliwić UNESCO monitorowanie obiektu. Sam wpis na listę nie poprawia z reguły ochrony obiektu, którą określają przepisy prawa narodowego.
W przypadku zagrożenia, obiekty z listy mogą liczyć na wsparcie UNESCO – finansowe (z Funduszu Światowego Dziedzictwa), polityczne, eksperckie i medialne. Dzięki kampaniom zorganizowanym przez UNESCO udało się uratować piramidy w Gizie, którym zagrażała budowa autostrady, a po interwencji UNESCO przebieg autostrady został wytyczony z ominięciem piramid w bezpiecznej odległości, oraz Park Narodowy Ćitwan w Nepalu, któremu zagrażały plany zmiany biegu rzeki, a po interwencji UNESCO planów tych zaniechano. Dzięki wsparciu UNESCO odrestaurowano kompleks Angkor w Kambodży i stare miasto w Dubrowniku po zniszczeniach w czasie wojny w Bośni i Hercegowinie, a także zainstalowano system odwilgacania w kopalni soli w Wieliczce. Jeszcze w latach 60. i 70. XX wieku UNESCO przeprowadziło spektakularne kampanie na rzecz ratowania zabytków w Egipcie, we Włoszech (po powodziach we Florencji i Wenecji), Pakistanie (Mohendżo-Daro) i Indonezji (Borobudur). W 1959 roku, na wniosek Egiptu i Sudanu, UNESCO zorganizowało międzynarodową kampanię na rzecz uratowania świątyń nubijskich w Abu Simbel, którym groziło zalanie po wybudowaniu Wysokiej Tamy w Asuanie. Przyspieszono prace archeologiczne na terenach zagrożonych zalaniem, a świątynie Abu Simbel przeniesiono w bezpieczną lokalizację.
Uzyskanie marki światowego dziedzictwa może zwiększyć zainteresowanie obiektem, co może przełożyć się na większą liczbę zwiedzających i wyższe wpływy z turystyki. Wpływy z turystyki będą jednak w dużej mierze zależeć od lokalizacji obiektu, jego promocji oraz jakości bazy turystycznej.